# استون مارتین دی‌بی‌آر۹

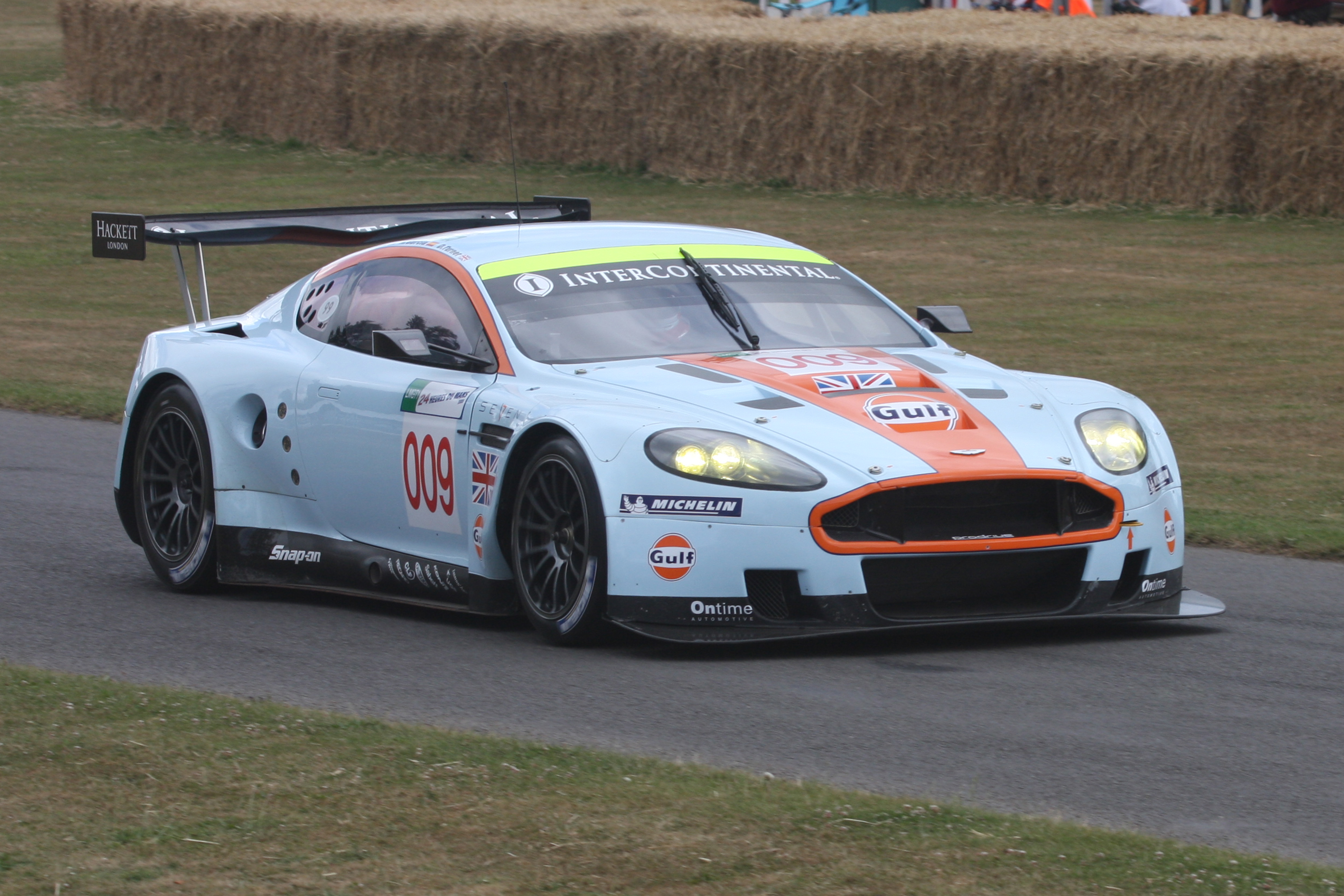

آستون مارتین دی‌بی ای‌آر۹ (Aston Martin DBR۹) خودرویی تمام مسابقه ای است و هم‌اکنون گرانترین محصول مدرن استون مارتین به شمار می رود. این خودرو در سال ۲۰۰۵ توانست برنده مسابقات آمریکایی ۱۲ ساعتهsebring شود.
| کلاس          | مسابقه ای                 |
| آرایش پلت فرم | موتور جلو - دیفرانسیل عقب |
| موتور         | v12 5،935cc               |
| قدرت          | 625hp @ 6500 rpm          |
| گشتاور        | 745NM @ 5500 rpm          |
| وزن           | 1100 kg                   |
| گیربکس        | ۶ سرعته ترتیبی            |
| حداکثر سرعت   | 300 km/hr                 |
| 0-100 (km/hr) | 3.6 sec                   |
| مصرف سوخت     | -                         |
| برنامه تولید  | (۳۲ دستگاه)۲۰۰۵           |
| قیمت جهانی    | ۹۰۰٬۰۰۰ $                 |

### آلبوم تصاویر

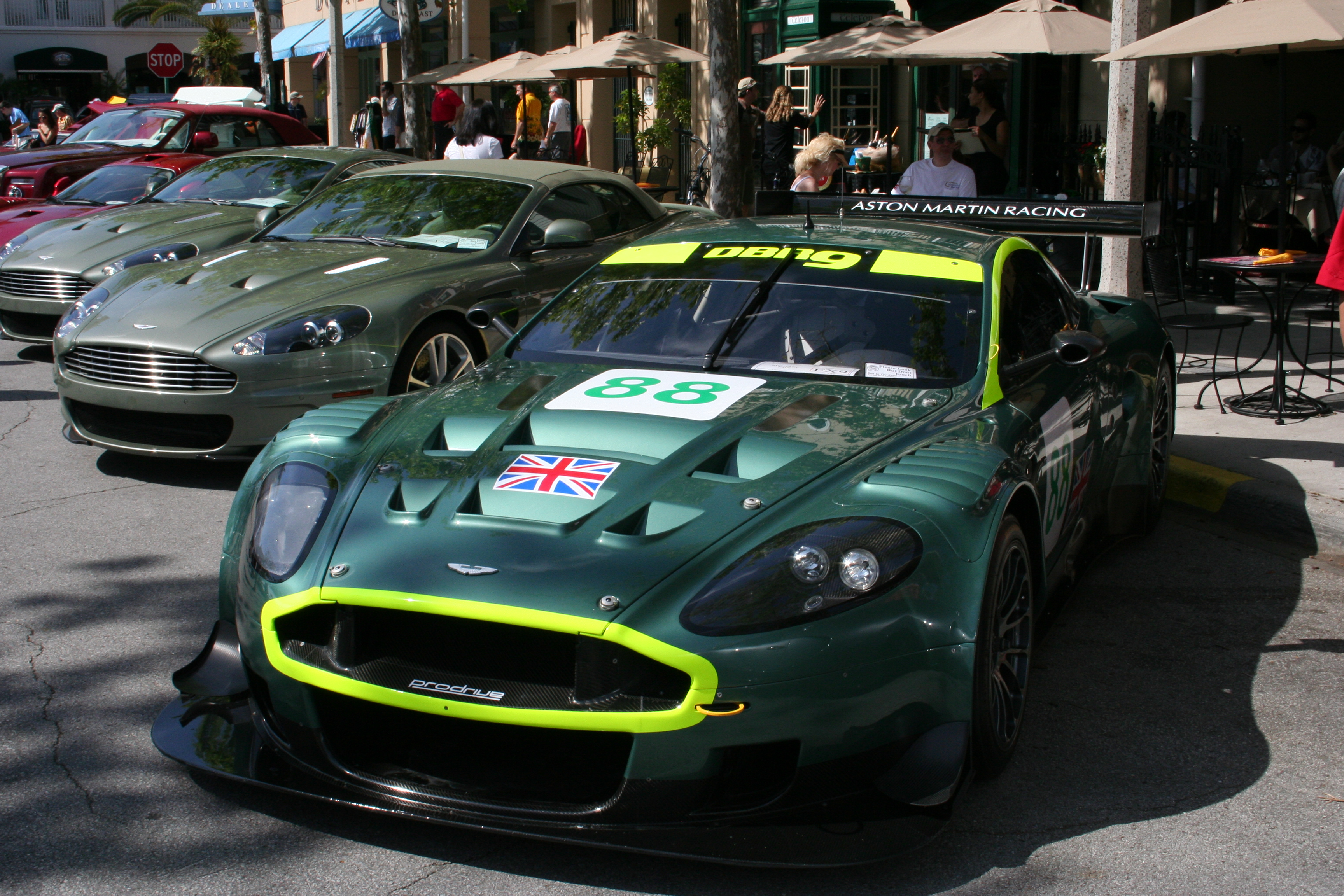
نمای جلو
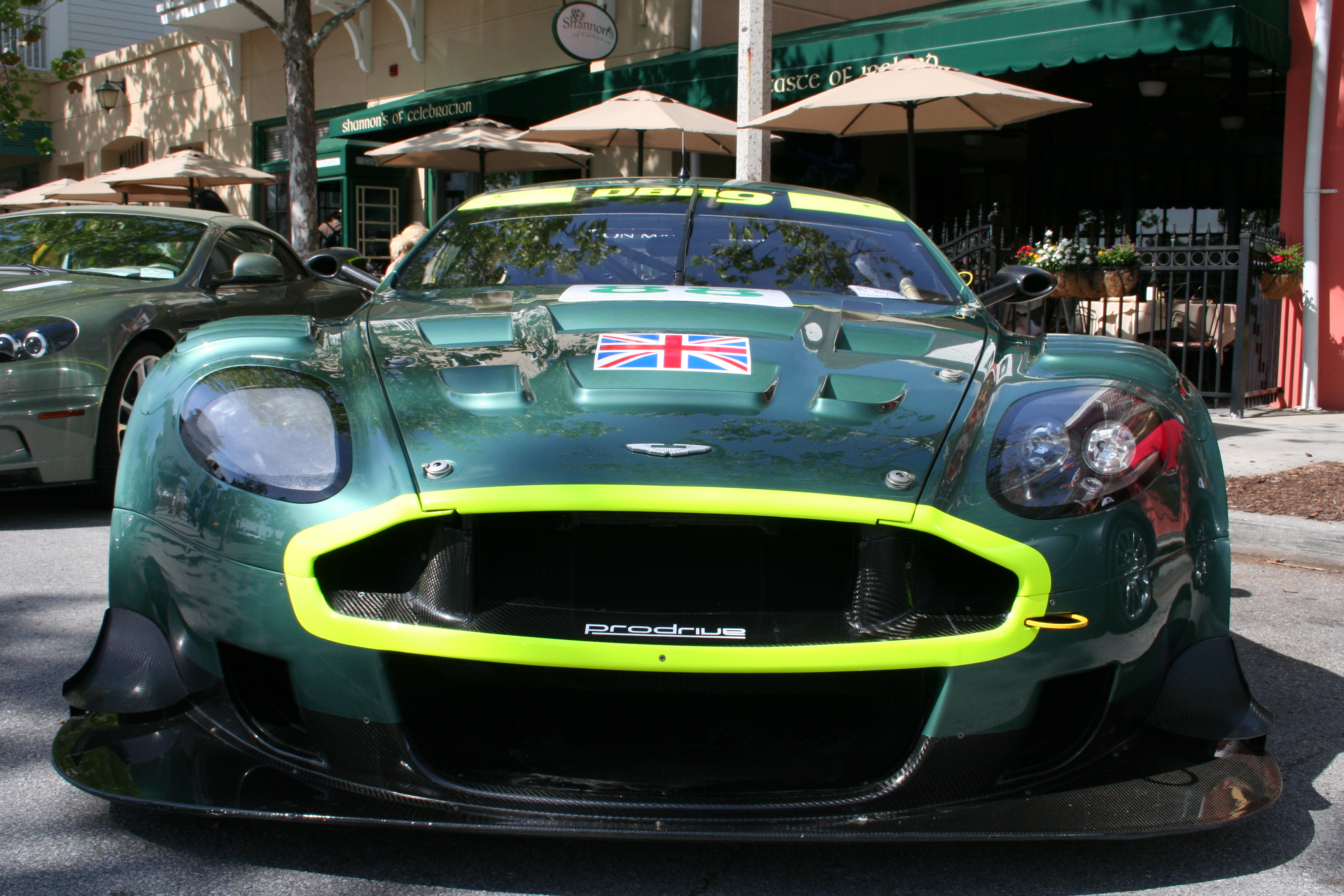
نمای جلو
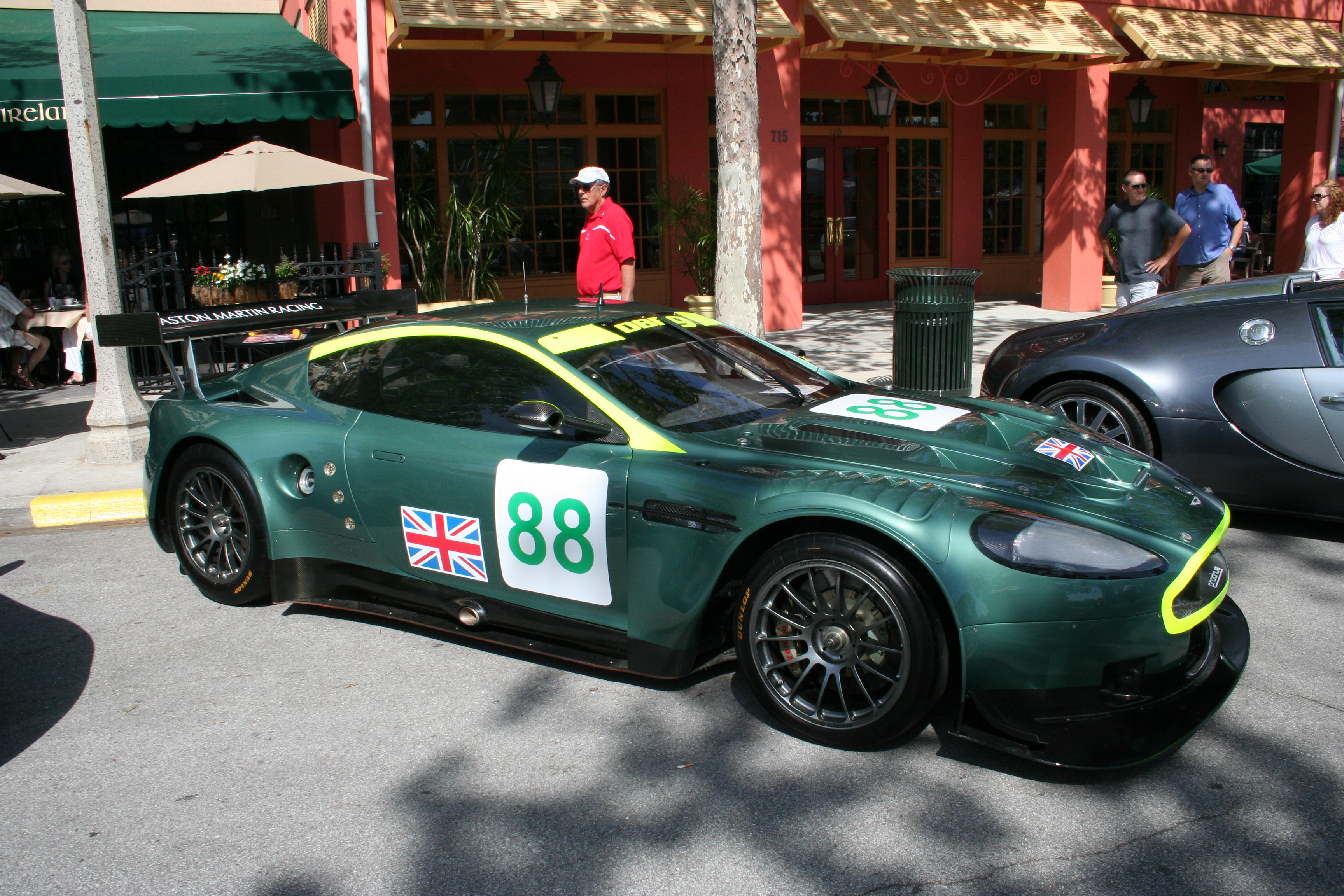
نمای کنار
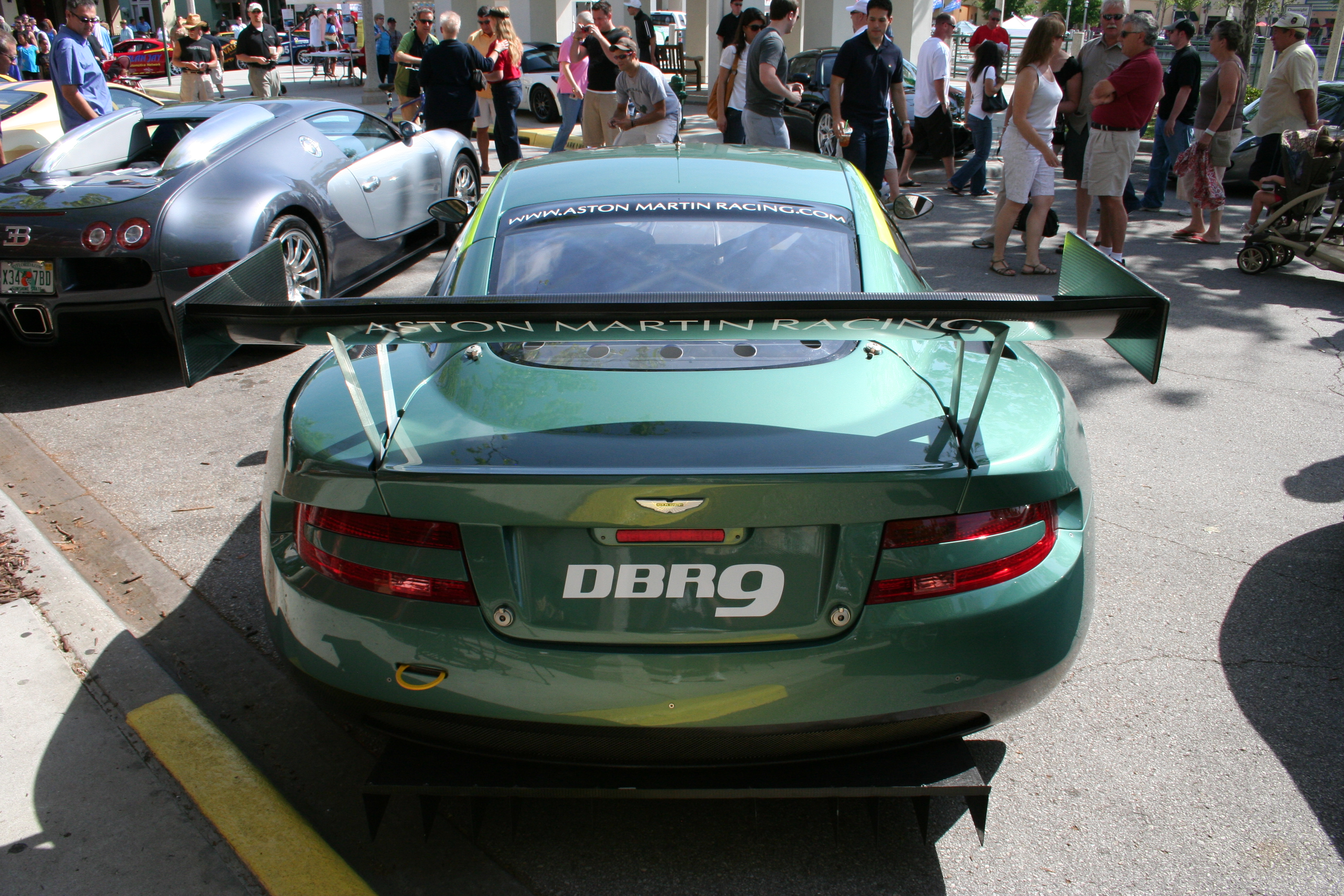
نمای عقب